# ロープアクセス技術

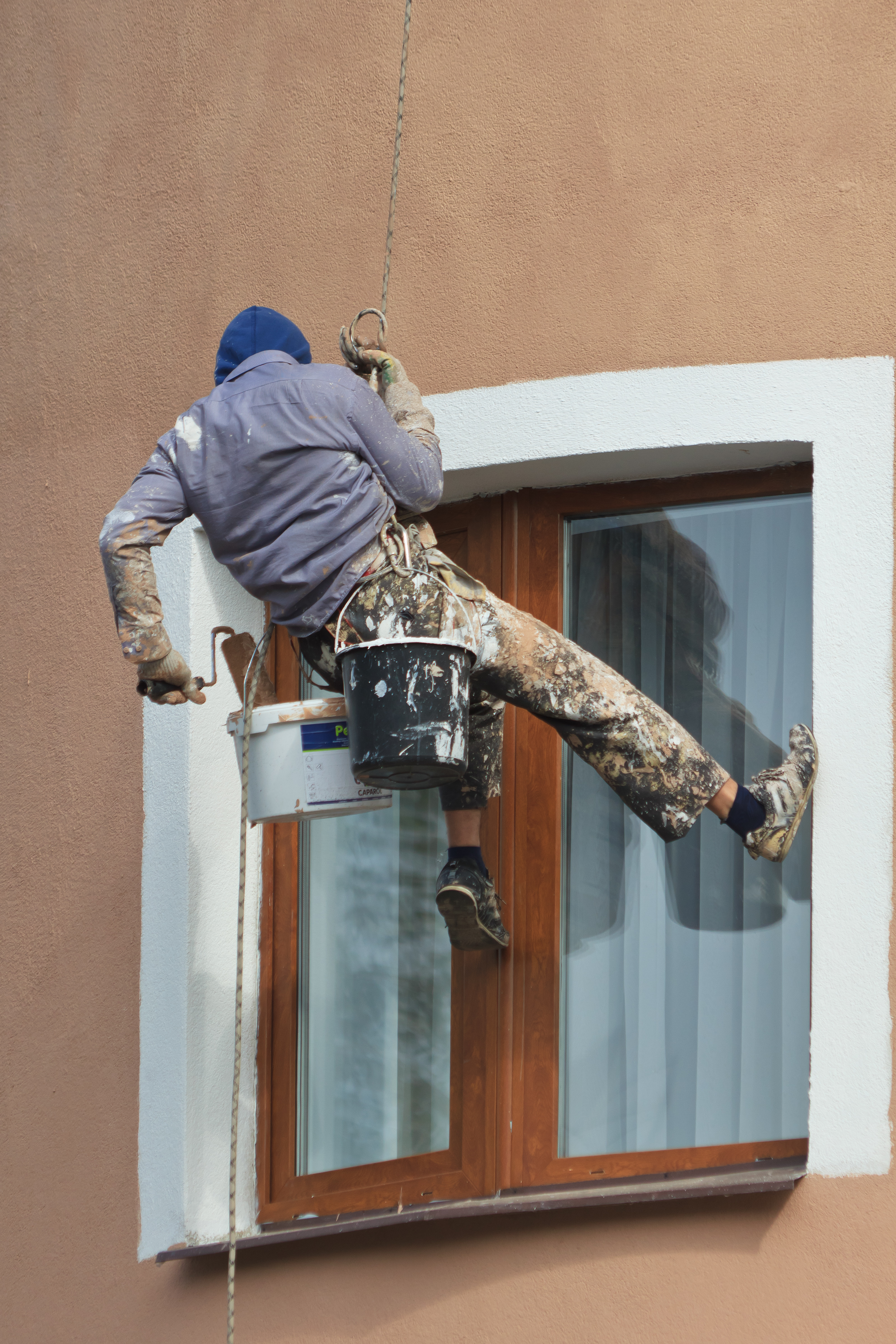
建物外壁の塗装

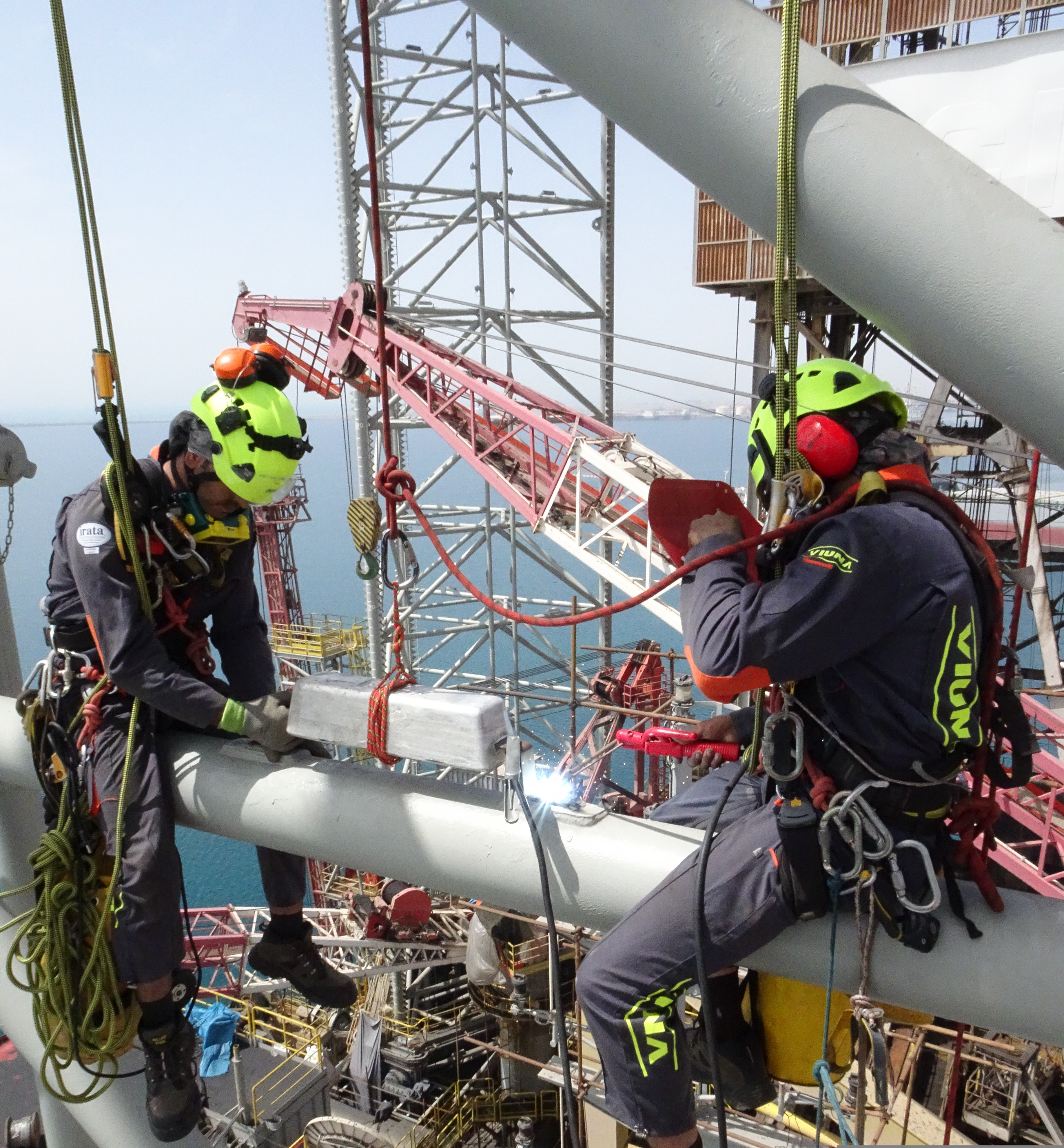
港湾施設の犠牲陽極設置

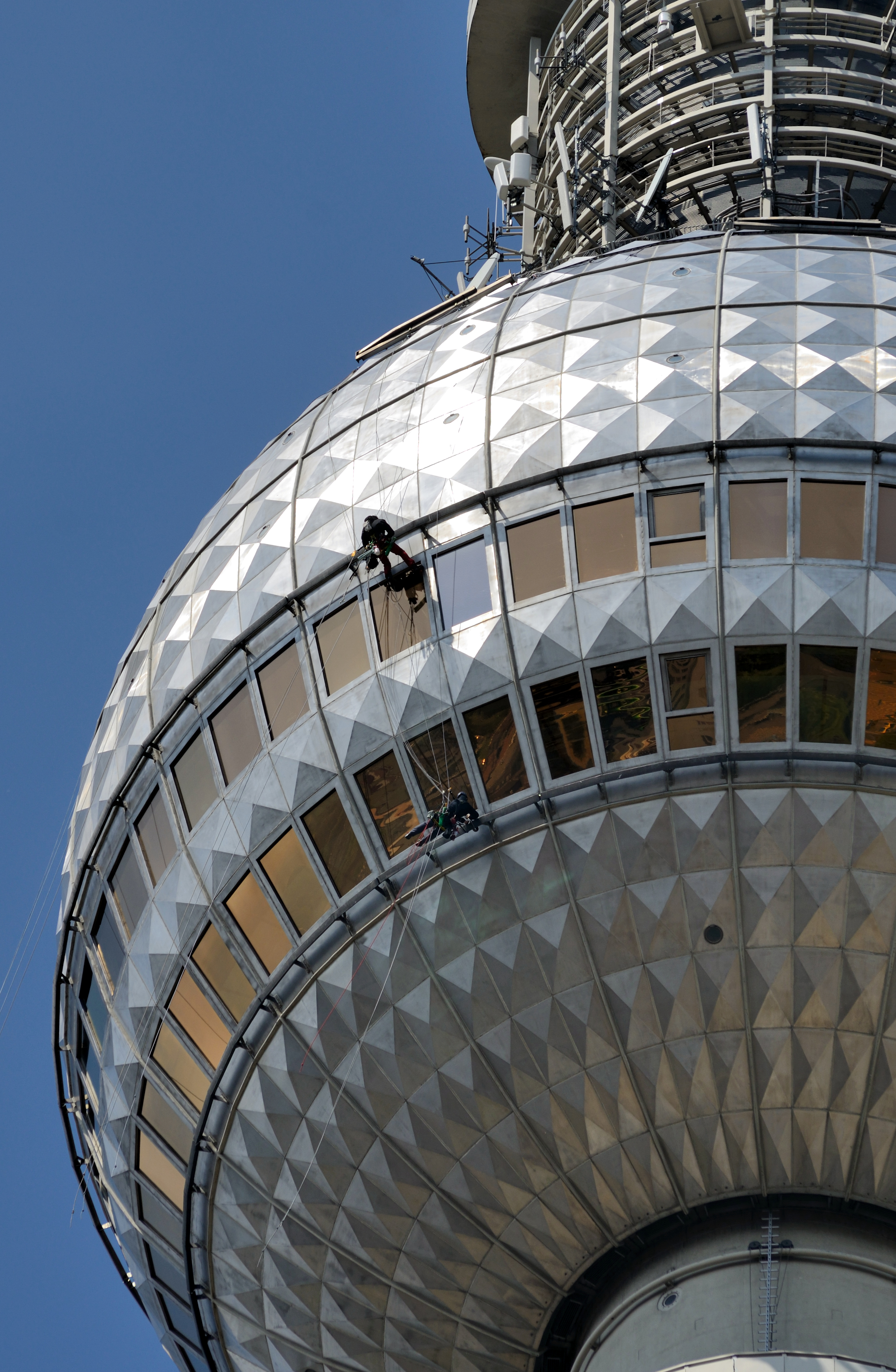
ベルリンテレビ塔の清掃

ロープアクセス技術（ロープアクセスぎじゅつ、英: Rope access）とは、ロープおよび装備・機材を用いて任意の場所に移動する技術。
ロープアクセスという単語自体が非常に広義であって、単にロープを使用した人の移動手段（上る・下る・前後左右移動）でしかなく、特定の作業や業務その内容を指すわけではない。
麻縄を素手で握りながら斜面を登高、下降することもロープアクセスであると表現できるが、ロープアクセスという言葉が聞かれるようになる以前から一般的に知られている三つ打ち（または撚り）構造のロープを使用する方法と対比させて、シース（外皮）とコア（核となる芯）を組み合わせたカーンマントル構造の専用ロープを使用する方法もロープアクセスであると考えられている。
ビルメンテナンス（特にビルクリーニング業務）やのり面保護工事、橋梁・ダム・風力発電・崖の地質などの調査、点検、検査等を行う作業などにおいて使用される。
労働安全衛生規則で定義される「ロープ高所作業」は、ロープアクセス技術の内、昇降器具を用いて、労働者が当該昇降器具により身体を保持しつつ行う作業のみを指す。

## 日本国内での解釈
日本国内では主にビルメンテナンスで使用されるブランコ作業を指す。
2016年1月1日（一部2016年7月1日）に施行された改正労働安全衛生規則（安衛則）では、安衛則第539条の2においてロープ高所作業を「高さが２メートル以上の箇所であつて作業床を設けることが困難なところにおいて、昇降器具を用いて、労働者が当該昇降器具により身体を保持しつつ行う作業(四十度未満の斜面における作業を除く。)」と定義し、身体保持器具を取り付けるメインロープおよび安全帯をつなぐためのライフラインとしてメインロープとは別のロープの設置を義務付けている。
ただし、附則として、「ロープ高所作業のうち、ビルクリーニングの業務に係る作業又はのり面における石張り、芝張り、モルタルの吹付け等ののり面を保護するための工事に係る作業以外の作業」（橋梁、ダム、風力発電等の調査、点検、検査等を行う作業を含む）については、メインロープを異なる2つ以上の強固な支持物に緊結、切断の危険のある場所を避ける措置のディビエーション、切断の危険のある場所を避けた場所に再び堅固な支持物と結索させるリビレイによって、ロープの擦過を防ぐ場合に限り経過措置としてライフラインの設置は一時的に免除されている。
2016年1月1日(一部は、平成28年（2016年）7月1日)に法改正され、ライフライン設置、作業計画の策定、特別教育の実施などが義務付けられた。

## ロープアクセス技術の種類

### 産業用ロープアクセス
多様化する建築物の内外装はもちろん、特に構造物の実態調査や健全度診断などの調査業務・保守点検業務等短期間で業務が完結する場合において、高所作業車などの重機や仮設足場を使用する場合と比べて、ロープアクセス技術を用いることで工期の短縮やコスト縮減が可能になるケースが多いため、間接的手段である遠望・遠隔調査手法で済まさざるを得なかった業務において画期的な技術といえる。
国内
- 特殊高所技術（NETIS：SK-080009-VE　活用促進技術・小実績優良技術）

株式会社特殊高所技術および一般社団法人特殊高所技術協会が認定するロープ高所作業を含む、国土交通省によって唯一安全性が評価された技術。2007年に開発された。
安衛則第539条の2におけるロープ高所作業において、ライフラインの設置が免除される経過措置は、厚生労働省が特殊高所技術を想定して追加した項目。
- SRT調査・点検技術（NETIS：KK-150006-A）

株式会社きぃすとんが認定するロープアクセス技術。1990年代後半に開発された。
- ノンスキャフォールディング工法（NETIS：QA-150005-A）

有限会社ケンテックシステムズおよび一般社団法人ロープ高所作業協会が認定するロープアクセス技術。2009年に開発された。
- 一般社団法人日本産業用ロープアクセス協会

一般社団法人日本産業用ロープアクセス協会は、安全で正しいロープアクセスを普及させるために設立された。
英語表記：Japan Industrial Rope Access Asociation (Jiraa)　とする。一般呼称　ジラ（Jiraa）
JIRAAは後述するIRATA（アイラタ）、及びISO-22846（国際標準ロープアクセスシステム）に準拠したトレーニングと運用を行う、世界で通用するロープアクセスの教育プログラムがある。
常時2ポイント2ロープを遵守したシステム。
一般技術者を対象としたコース（レベル1から3）と消防関係者を対象としたコース（レスキューCからA）とに分けられる。
一方で後述のIRATAやSPRATと異なり、上のレベルに挑戦するにあたっては実務経験などの受講要件は定められておらず、ダイレクト受講が可能。（但し挑戦するレベルの1つ下のレベルを保持しているのが条件）
また資格は3年ごとの更新制となっている。
一般の産業用のロープアクセスをはじめ、ツリーアクセス、消防士・警察官へのロープアクセスレスキューなどの指導を行なう。
国外
- IRATA（Industrial Rope Access Trade Association）

一般呼称、アイラタ。石油関連施設の点検にロープアクセスを用いたことが始まりで1992年にイギリスで設立された。2024年現在、世界50カ国に約9万人の技術者が存在する世界最大のロープアクセス資格認定団体。
技術者の技量に応じレベル1から3まで設定されている。
上のレベルに挑戦するには現レベルの認定を受けて以降、1年以上、及び1000時間以上の実務経験があることが条件となる。
一方でレベル1については心身共に健康な18歳以上の者であれば誰でも挑戦可能。　
資格は3年ごとの更新制となっており、更新時は新規取得時と同様のカリキュラムをこなした上で第三者となる審査官のもと、改めてアセスメント（審査）に合格する必要がある。
- SPRAT（Society of Professional Rope Access Technicians）

一般呼称、スプラット。1990年代半ばにアメリカで設立された。北米を中心に数千人の技術者が存在する。
前述のIRATA同様、技術者の技量に応じたレベル設定があり（レベル1から3）、やはり上のレベルの挑戦にあたっては現レベルの取得から1年以上、及び1000時間以上の実務経験を条件としている。
資格は3年ごとの更新制となっている。

### 林業用ロープアクセス
ツリーケア、特殊伐採などとで用いられる。国内ではアメリカのアーボリストトレーニング組織ISA(International Society of Arboriculture)関連組織が中心となって技術講習を行っている。
- シングルロープテクニック

ケイビング由来の方法をとる。
- ダブルドロープテクニック（Doubled Rope Tecnique;DdRT）

ロープを木の枝で折り返して用いる。

### 救助用ロープアクセス
近年消防や警察の救助隊が、「都市型ロープレスキュー」として取り入れつつある。国内ではアメリカの救助訓練組織Rescue3社)関連組織が中心となって技術講習を行っている。
- テクニカルロープレスキュー
  - ボルトトラバース

## 使用機器
代表的な機器は次のとおり。
ヘルメット
主に落下物に対する頭蓋骨を保護するための安全装置の一部。頭部損傷は作業者が意識不明になることを引き起こす。
※日本国内では、クライミングヘルメットは、労働安全衛生法における保護帽の規格を満たしておらず、法的にはスポーツ用ロープアクセスにしか使用は出来ない。
シットハーネス
腰ベルトと、通常ウェビングループを通して腰の前に接続された2つのレッグループからなる。
チェストハーネス
通常、シットハーネスと合わせ肩周りに着用する。
フルボディハーネス
シットハーネスと恒久的又は半恒久的に接続されている胸部ハーネスの組合せ。この種のハーネスは、通常、幅広いアタッチメントポイントを提供する。産業・救助の場面で最も一般的に使用される。
アッセンダー
ロープの登行に使用される機械装置。アッセンダーはフリクションノットと同様の機能を持つが、より速く、より安全で使いやすいのが特徴である。
安全バックアップ装置
アッセンダー、ディセンダー、作業ロープやアンカーが故障した場合に最も重要な装置になる。2本目のバックアップロープに取り付けられ、落下の際に落ちる距離を減らすために可能な限り高く保たれるように設計されている。安全装置は、通常、カムによってバックアップロープに伝達される摩擦に依存する。
レクリエーションクライミング装置であるPetzl Shuntは、作業場所で高い位置にあり、最適な保護を提供することができるように、使用者が位置決めできるので、バックアップのために長年にわたって使用されてきた。しかし、潜在的な誤用やPetzlによる使用に関するユーザーの指示やサポートが不足しているため、現在は、KONGバックアップ、DMMバディキャッチ、SafeTec Duck-Rなどの他のデバイスが使用されている。
Petzl ASAPは、ショックを吸収する摩擦に頼っている従来の装置とは異なり、カム付きホイールとリップステッチの1回使用ショック・パックで構成されている。自己トレイリングの利点があるが、ユーザーの下を這う傾向がある。Duck-Rは、ロープアクセス用に特別に設計された、強化されたステンレス鋼シャント型デバイスである。
リトラクタ式墜落阻止器具
ローププロテクター
切断の危険のある場所のロープを補強する器具。
ロープジョイント
ロープが足りなくなった時に別のロープを接続する器具。